# Mohammad Bagher Ghalibaf
Mohammad Bagher Ghalibaf (på persisk: محمد باقر قالیباف; født september 1961 i Mashhad) er borgmester i Teheran. Han stillede op til Irans præsidentvalg i 2005, men tabte til den forrige præsident Mahmoud Ahmadinejad. I september 2005 blev han valgt fra Teherans byråd til Mahmoud Ahmadinejads afløser som den 12. borgmester af Teheran med otte af 15 stemmer fra rådsforsamlingen.